# Leichtathletik-Europameisterschaften 2012/100 m der Männer

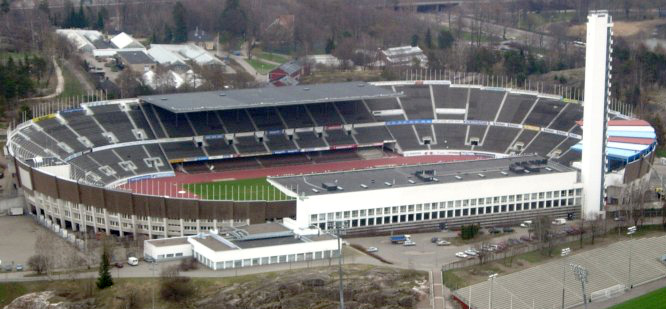
Das Olympiastadion Olympiastadion Helsinki im Jahr 2005

Der 100-Meter-Lauf der Männer bei den Leichtathletik-Europameisterschaften 2012 wurde am 27. und 28. Juni 2012 im Olympiastadion der finnischen Hauptstadt Helsinki ausgetragen.
In diesem Wettbewerb kam es zu einem französischen Doppelsieg. Europameister wurde Titelverteidiger Christophe Lemaitre. Den zweiten Rang belegte Jimmy Vicaut. Bronze ging an den Norweger Jaysuma Saidy Ndure.
Wie schon 2010 war der an Morbus Stargardt erkrankte Ire Jason Smyth im 100-Meter-Lauf auch hier wieder dabei. 2010 hatte er zum ersten Mal als Behindertensportler an Leichtathletikeuropameisterschaften teilgenommen und war dort bis ins Halbfinale vorgedrungen. Smyth ist durch seine Erkrankung fast blind. Mit einer Zeit von 10,47 s erreichte er auch hier in Helsinki wieder das Halbfinale. Dort schied er mit 10,52 s als Laufsiebter aus.

## Bestehende Rekorde
| Weltrekord           | 9,58 s | Usain Bolt       | WM Berlin, Deutschland | 16. August 2009 |
| Europarekord         | 9,86 s | Francis Obikwelu | Athen, Griechenland    | 22. August 2004 |
| Meisterschaftsrekord | 9,99 s | Francis Obikwelu | EM Göteborg, Schweden  | 8. August 2006  |

Der bestehende EM-Rekord wurde bei diesen Europameisterschaften nicht erreicht. Es gab keine Zeiten unter zehn Sekunden. Die schnellste Zeit erzielte der französische Europameister Christophe Lemaitre im Finale mit 10,09 s bei einem Gegenwind von 0,7 m/s, womit er eine Zehntelsekunde über dem Rekord blieb. Zum Europarekord fehlten ihm 23, zum Weltrekord 51 Hundertstelsekunden.

## Legende
Kurze Übersicht zur Bedeutung der Symbolik – so üblicherweise auch in sonstigen Veröffentlichungen verwendet:
| DNF | Wettkampf nicht beendet (did not finish) |
| DSQ | disqualifiziert                          |
| IWR | Internationale Wettkampfregeln           |
| TR  | Technische Regeln                        |

## Vorrunde
27. Juni 2012
Die Vorrunde wurde in fünf Läufen durchgeführt. Die ersten vier Athleten pro Lauf – hellblau unterlegt – sowie die darüber hinaus vier zeitschnellsten Läufer – hellgrün unterlegt – qualifizierten sich für das Halbfinale.

### Vorlauf 1

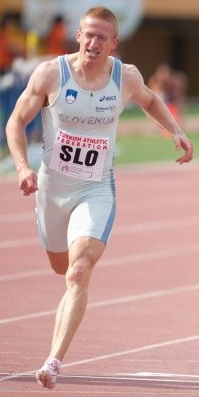
Matic Osovnikar schied als Sechster seines Vorlaufs aus

Wind: +1,4 m/s
| Platz | Name               | Nation         | Zeit (s) |
| ----- | ------------------ | -------------- | -------- |
| 1     | Jimmy Vicaut       | Frankreich     | 10,18    |
| 2     | Serhij Smelyk      | Ukraine        | 10,32    |
| 3     | Fabio Cerutti      | Italien        | 10,36    |
| 4     | Mark Lewis-Francis | Großbritannien | 10,39    |
| 5     | Rolf Fongué        | Schweiz        | 10,53    |
| 6     | Matic Osovnikar    | Slowenien      | 10,60    |
| 7     | Eetu Rantala       | Finnland       | 10,73    |

### Vorlauf 2
Wind: +1,0 m/s
| Platz | Name                | Nation        | Zeit (s) |
| ----- | ------------------- | ------------- | -------- |
| 1     | Rytis Sakalauskas   | Litauen       | 10,23    |
| 2     | Ronalds Arājs       | Lettland      | 10,28    |
| 3     | Amaru Reto Schenkel | Schweiz       | 10,38    |
| 4     | Jason Smyth         | Irland        | 10,47    |
| 5     | Arnaldo Abrantes    | Portugal      | 10,49    |
| 6     | Ruslan Abbasov      | Aserbaidschan | 10,58    |
| DNF   | İzzet Safer         | Türkei        |          |

### Vorlauf 3
Wind: +0,4 m/s
| Platz | Name                   | Nation         | Zeit (s) |
| ----- | ---------------------- | -------------- | -------- |
| 1     | Christophe Lemaitre    | Frankreich     | 10,14    |
| 2     | Harry Aikines-Aryeetey | Großbritannien | 10,27    |
| 3     | Julian Reus            | Deutschland    | 10,31    |
| 4     | Jacques Riparelli      | Italien        | 10,42    |
| 5     | Dmitriy Barskiy        | Israel         | 10,59    |
| 6     | Catalin Campeanu       | Rumänien       | 10,65    |
| 7     | Panayiotis Ioannou     | Zypern         | 10,67    |

### Vorlauf 4
Wind: ±0,0 m/s
| Platz | Name                    | Nation      | Zeit (s) |
| ----- | ----------------------- | ----------- | -------- |
| 1     | Lucas Jakubczyk         | Deutschland | 10,26    |
| 2     | Simone Collio           | Italien     | 10,31    |
| 3     | Jan Veleba              | Tschechien  | 10,48    |
| 4     | Richard Pulst           | Estland     | 10,57    |
| 5     | Mikel De Sa             | Andorra     | 11,26    |
| DNF   | Georgi Kirilov Georgiev | Bulgarien   |          |

### Vorlauf 5
Wind: +1,7 m/s
| Platz | Name                | Nation     | Zeit (s) |
| ----- | ------------------- | ---------- | -------- |
| 1     | Jaysuma Saidy Ndure | Norwegen   | 10,24    |
| 2     | Dariusz Kuć         | Polen      | 10,26    |
| 3     | Emmanuel Biron      | Frankreich | 10,28    |
| 4     | Stefan Tärnhuvud    | Schweden   | 10,35    |
| 5     | Rostislav Šulc      | Tschechien | 10,56    |
| 6     | Rachid Chouhal      | Malta      | 10,86    |

## Halbfinale
28. Juni 2012
Aus den drei Halbfinalläufen qualifizierten sich die jeweils ersten beiden Athleten – hellblau unterlegt – sowie die darüber hinaus zwei zeitschnellsten Läufer – hellgrün unterlegt – für das Finale.

### Lauf 1

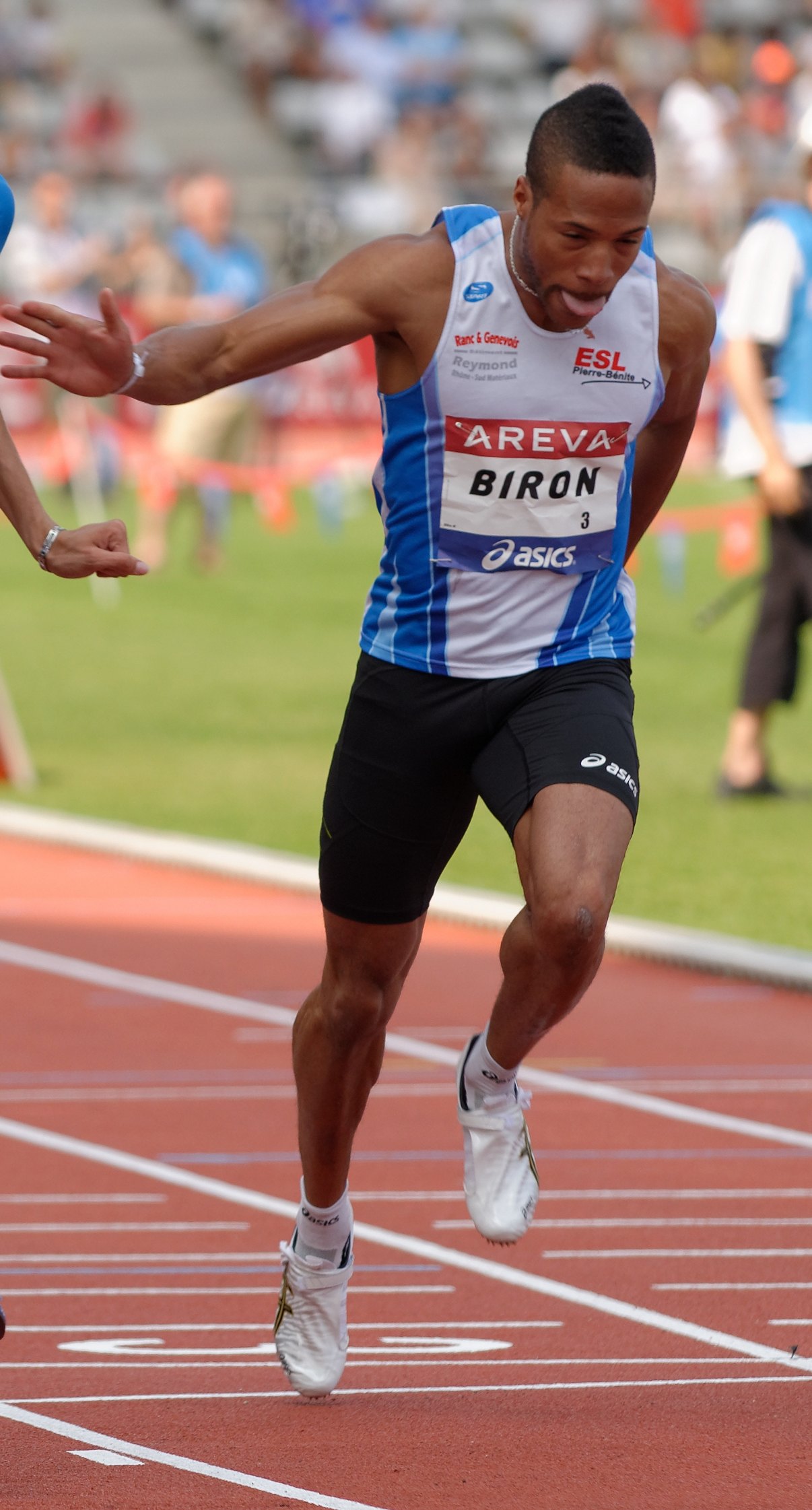
Emmanuel Biron erreichte das Halbfinale und schied dort als Vierter seines Rennens aus
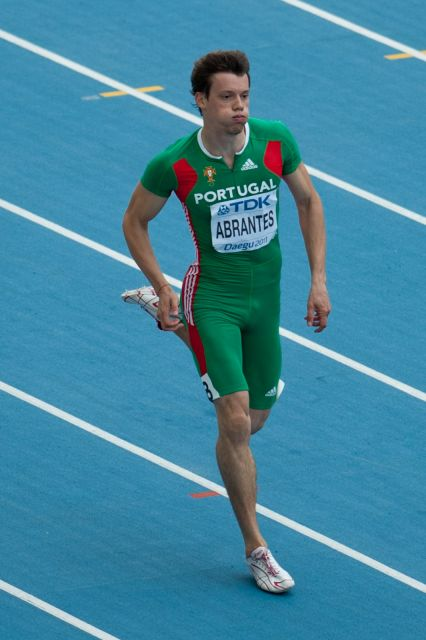
Arnaldo Abrantes erreichte als Sechster seines Halbfinallaufs nicht das Finale
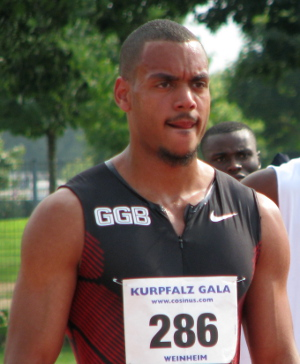
Rang sieben im ersten Halbfinale reichte Rolf Fongué nicht für die Finalteilnahme

Wind: +1,1 m/s
| Platz | Name                | Nation     | Zeit (s) |
| ----- | ------------------- | ---------- | -------- |
| 1     | Jaysuma Saidy Ndure | Norwegen   | 10,13    |
| 2     | Rytis Sakalauskas   | Litauen    | 10,23    |
| 3     | Simone Collio       | Italien    | 10,30    |
| 4     | Emmanuel Biron      | Frankreich | 10,43    |
| 5     | Stefan Tärnhuvud    | Schweden   | 10,47    |
| 6     | Arnaldo Abrantes    | Portugal   | 10,47    |
| 7     | Rolf Fongué         | Schweiz    | 10,50    |
| 8     | Jan Veleba          | Tschechien | 10,60    |

### Lauf 2

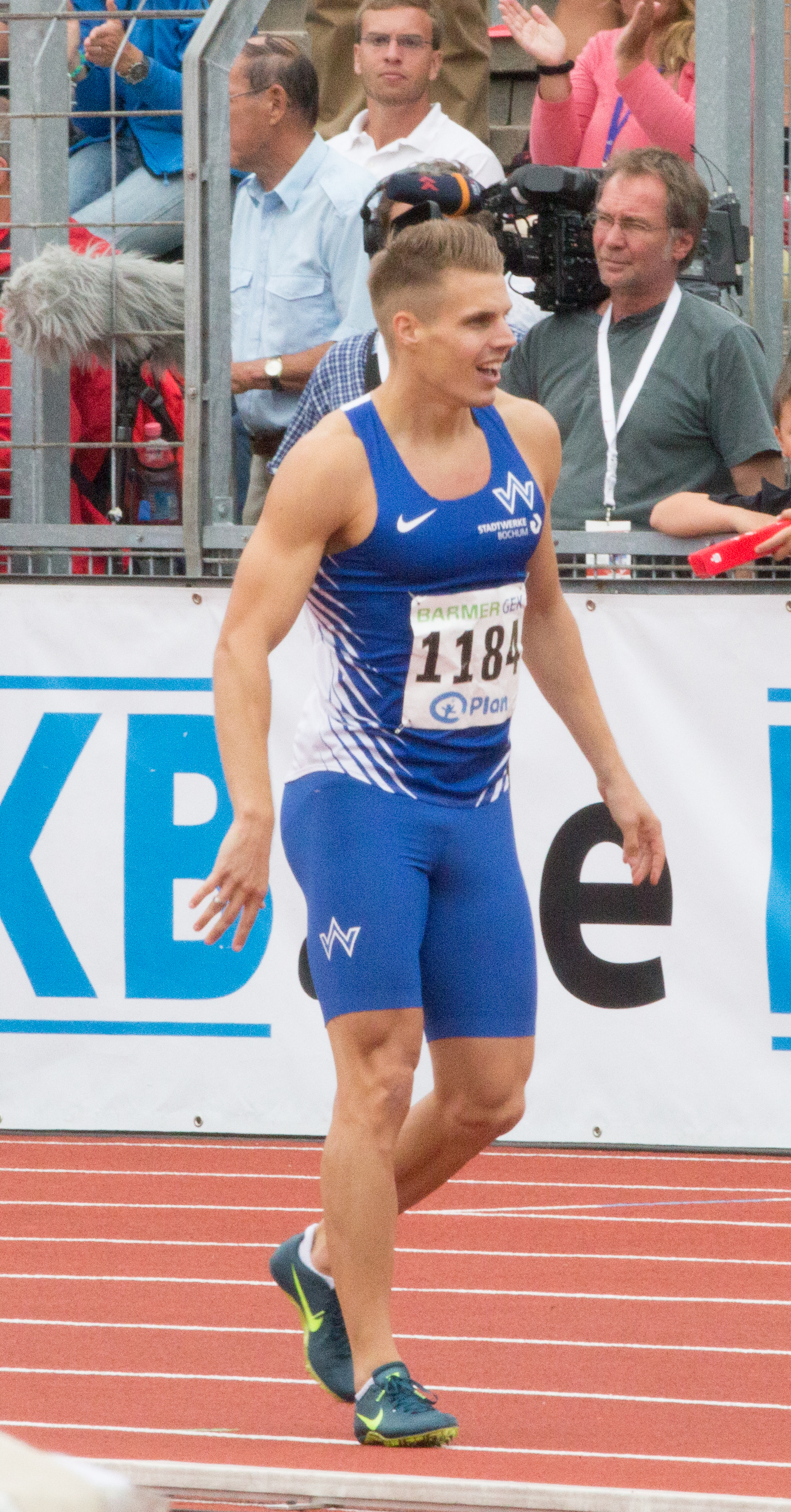
Julian Reus wurde Vierter im zweiten Halbfinale und schied damit aus
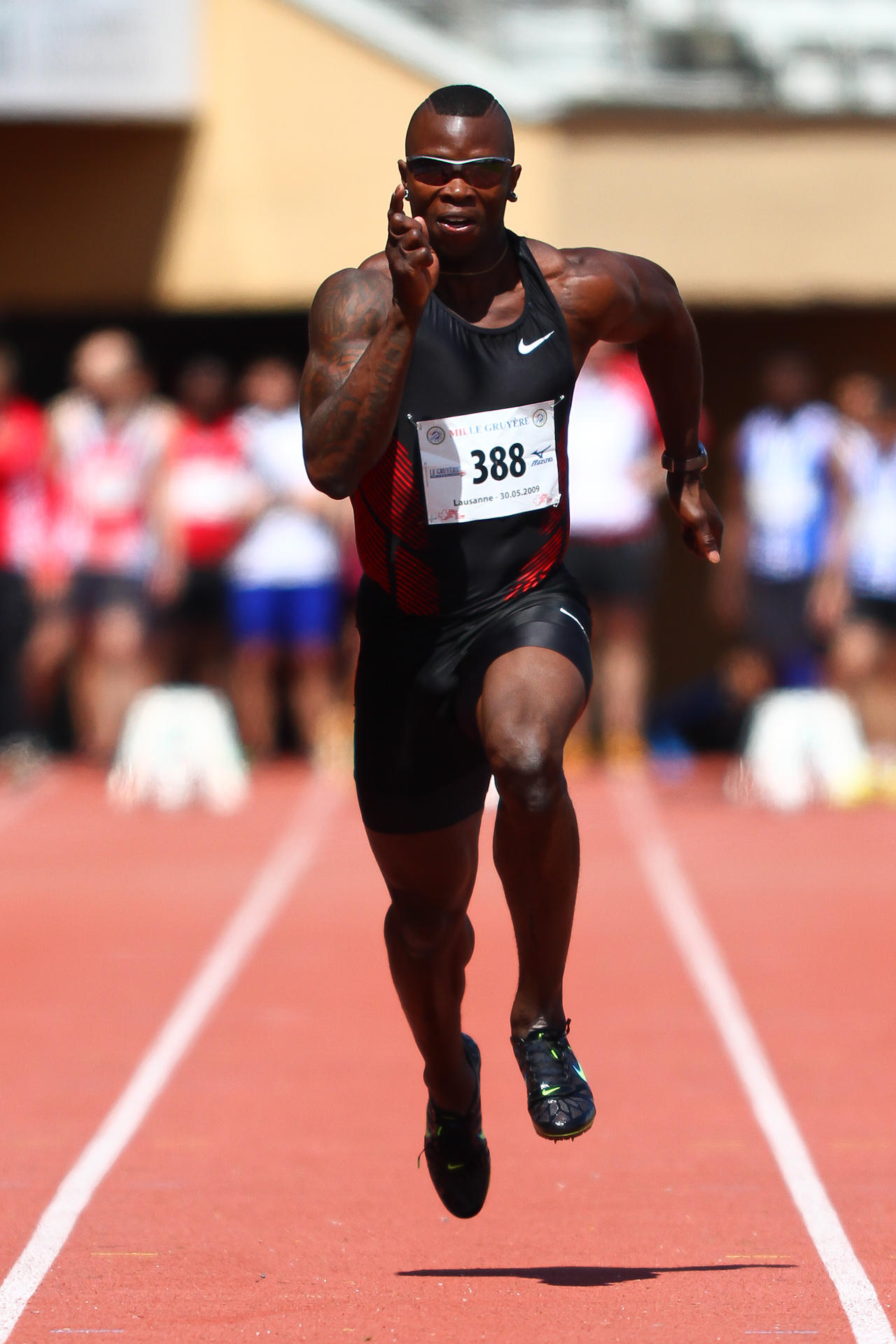
Als Fünfter seines Halbfinals erreichte Amaru Reto Schenkel nicht das Finale
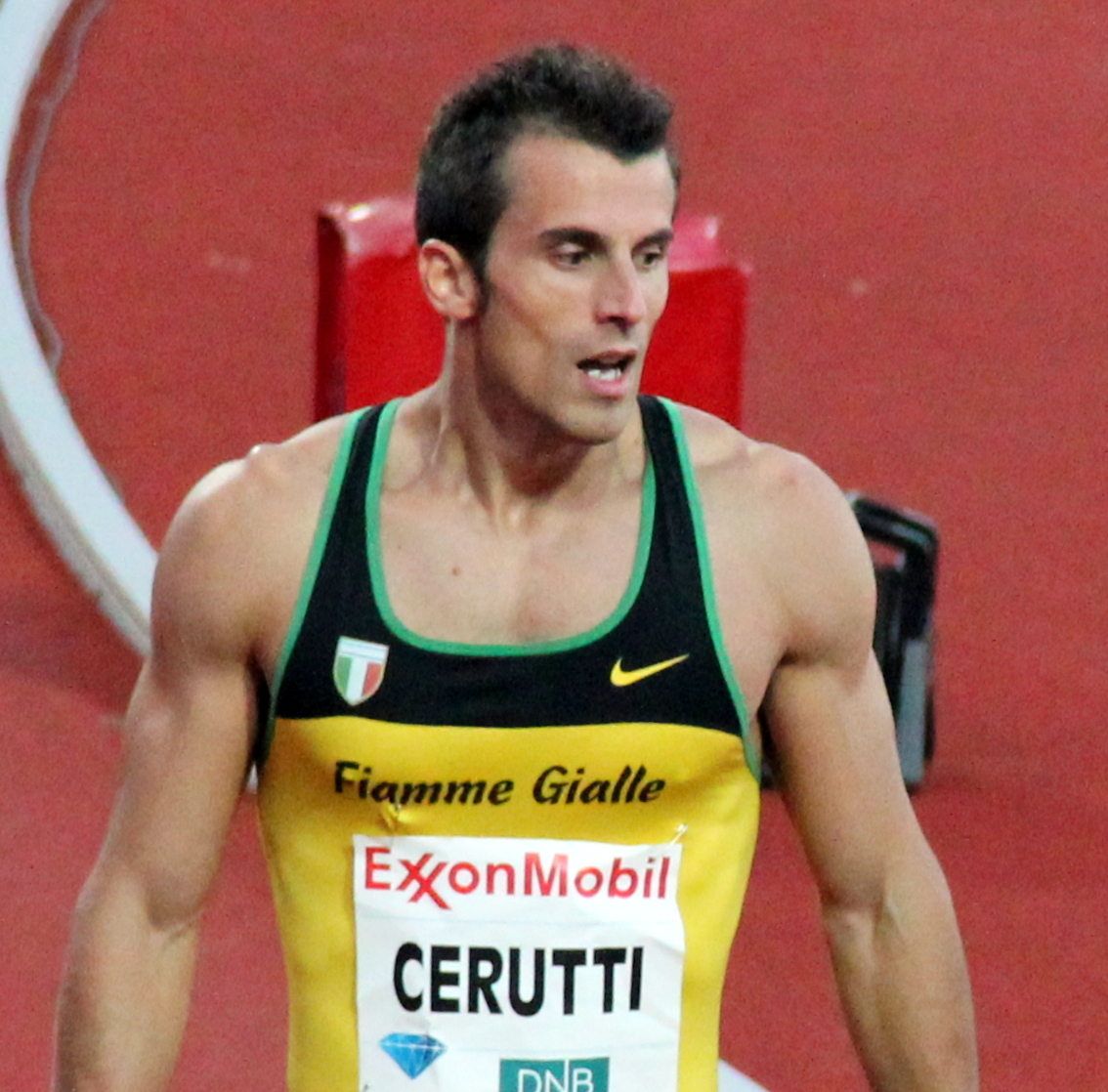
Rang sechs war für Fabio Cerutti zu wenig, um im Finale dabei zu sein

Wind: +0,1 m/s
| Platz | Name                   | Nation         | Zeit (s) |
| ----- | ---------------------- | -------------- | -------- |
| 1     | Christophe Lemaitre    | Frankreich     | 10,14    |
| 2     | Harry Aikines-Aryeetey | Großbritannien | 10,30    |
| 3     | Dariusz Kuć            | Polen          | 10,38    |
| 4     | Julian Reus            | Deutschland    | 10,44    |
| 5     | Amaru Reto Schenkel    | Schweiz        | 10,48    |
| 6     | Fabio Cerutti          | Italien        | 10,50    |
| 7     | Jason Smyth            | Irland         | 10,52    |
| 8     | Ruslan Abbasov         | Aserbaidschan  | 10,71    |

### Lauf 3

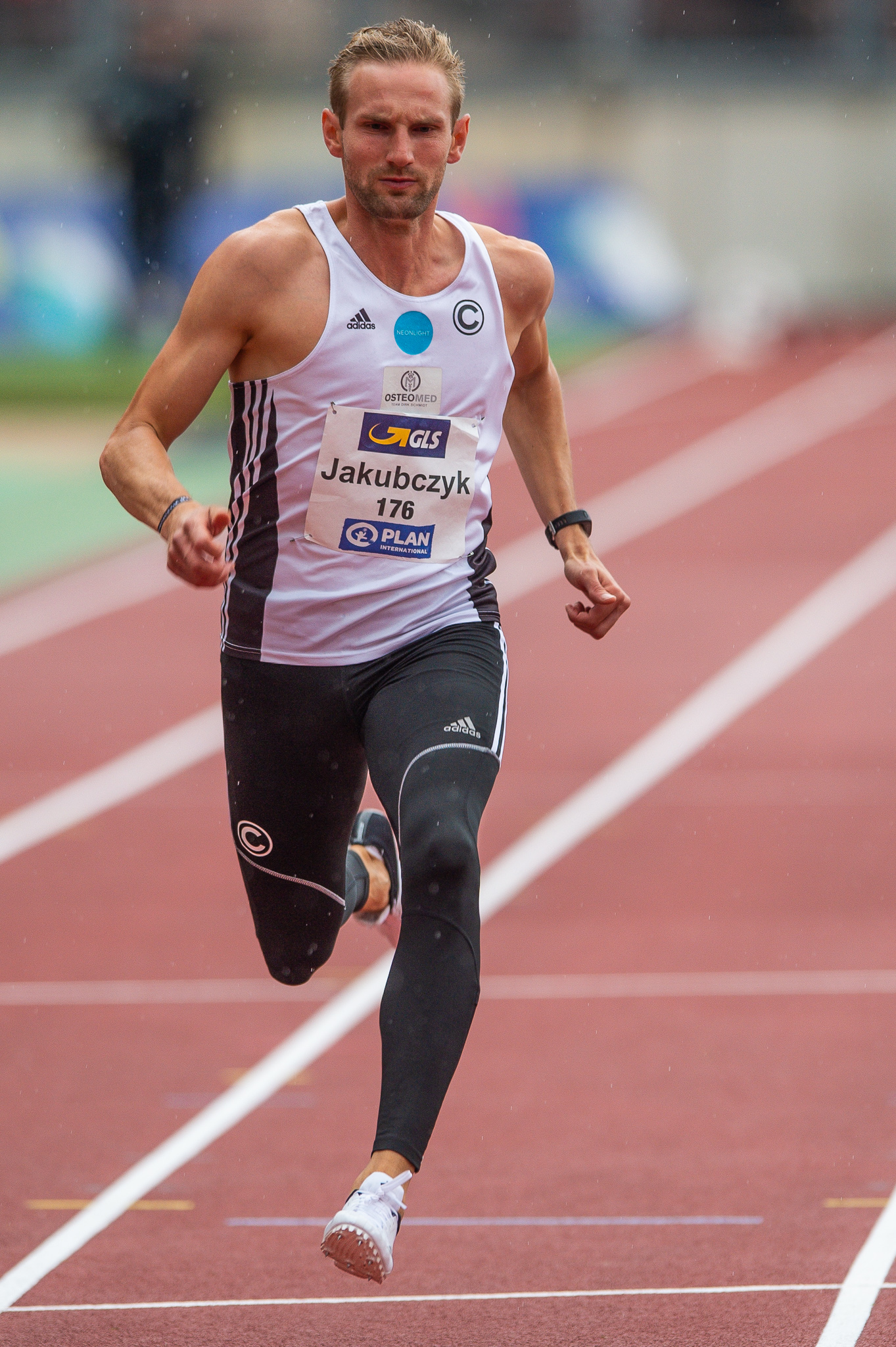
Lucas Jakubczy verpasste das Finale um zwei Hundertstelsekunden
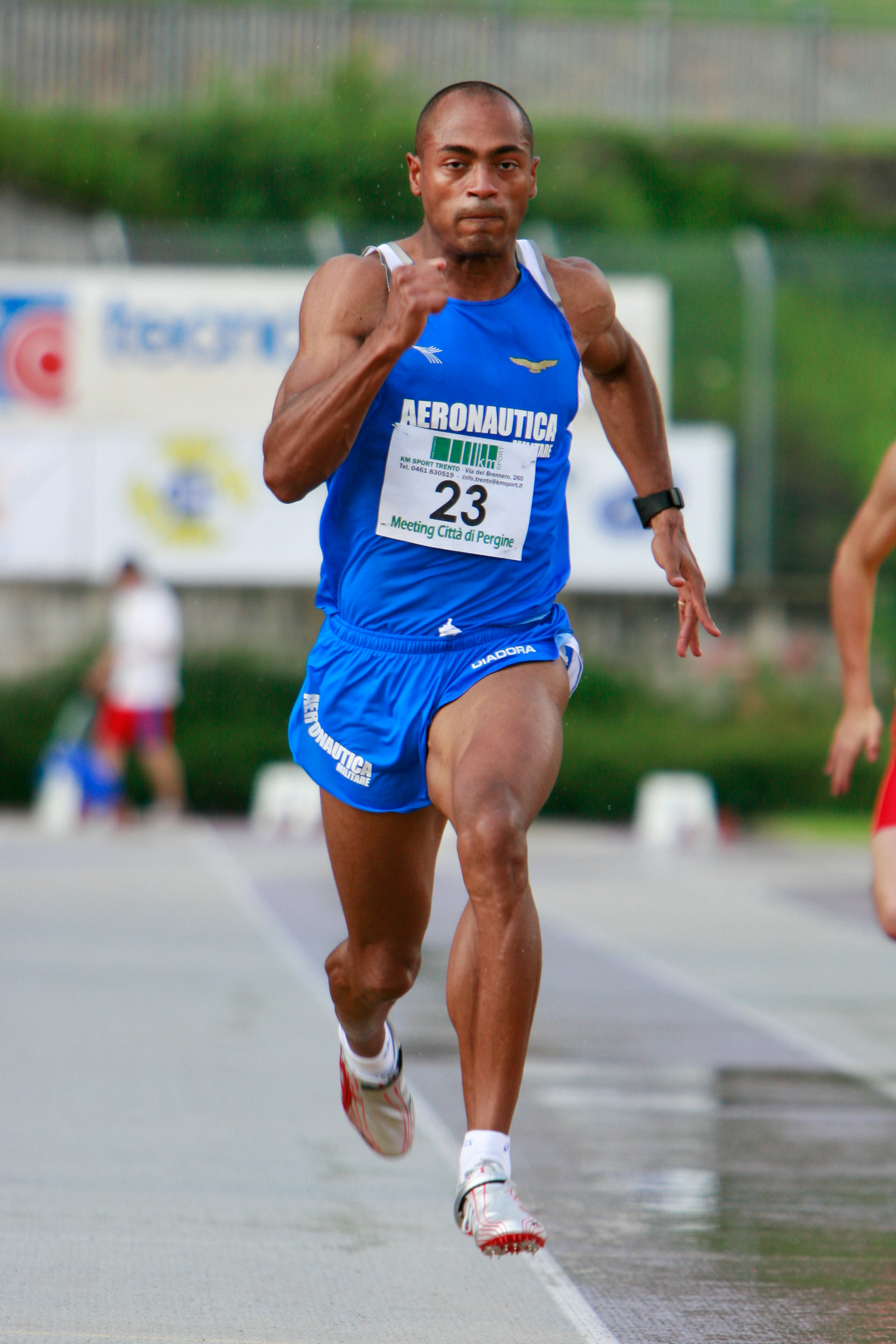
Jacques Riparelli – Rang fünf im dritten Halbfinale und damit ausgeschieden
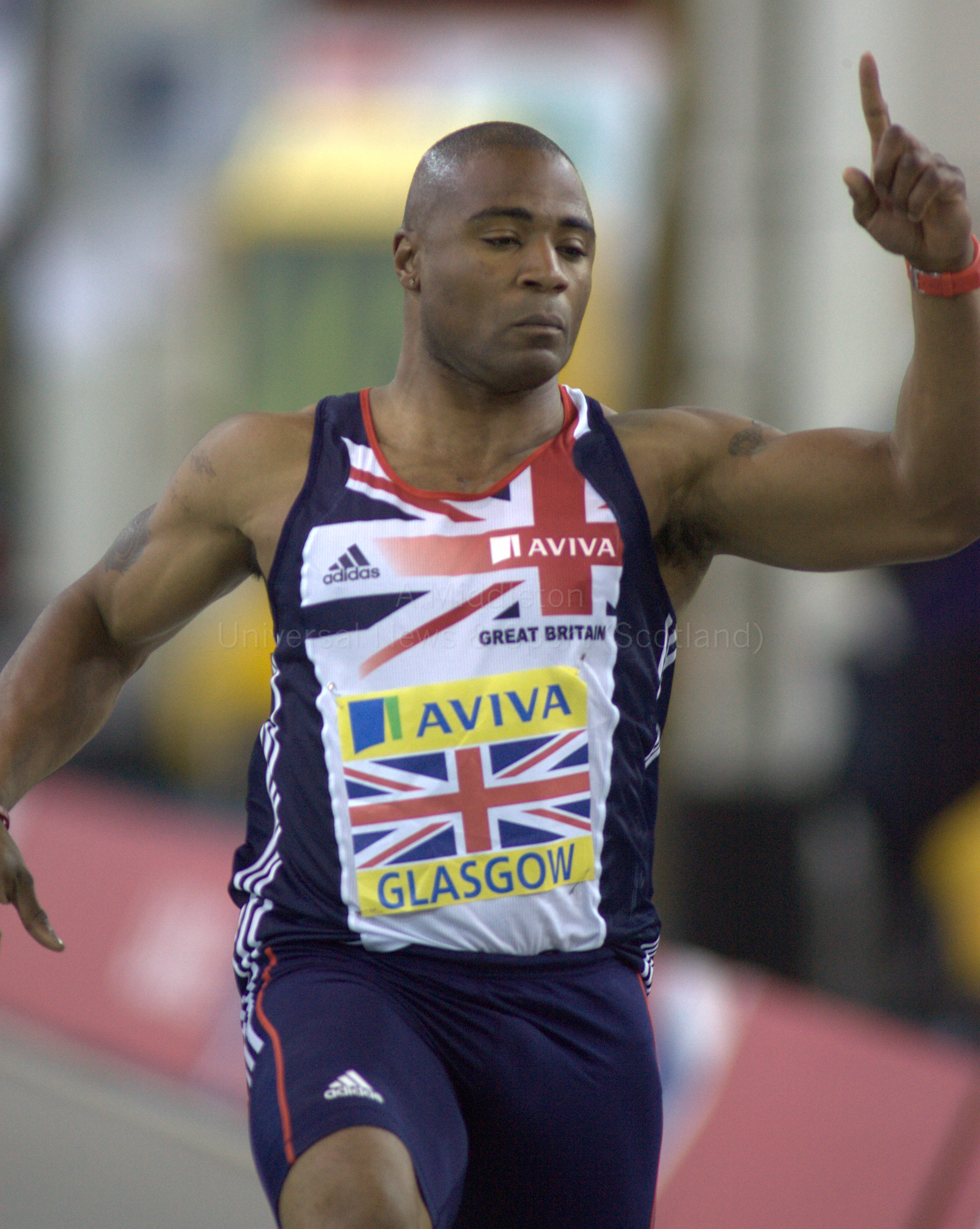
Mark Lewis-Francis, 2010 Vizeeuropameister, scheiterte diesmal im Halbfinale

Wind: +0,8 m/s
| Platz | Name               | Nation         | Zeit (s) |
| ----- | ------------------ | -------------- | -------- |
| 1     | Jimmy Vicaut       | Frankreich     | 10,22    |
| 2     | Serhij Smelyk      | Ukraine        | 10,28    |
| 3     | Ronalds Arājs      | Lettland       | 10,29    |
| 4     | Lucas Jakubczyk    | Deutschland    | 10,32    |
| 5     | Jacques Riparelli  | Italien        | 10,33    |
| 6     | Mark Lewis-Francis | Großbritannien | 10,36    |
| 7     | Richard Pulst      | Estland        | 10,57    |
| 8     | Rostislav Šulc     | Tschechien     | 10,60    |

## Finale

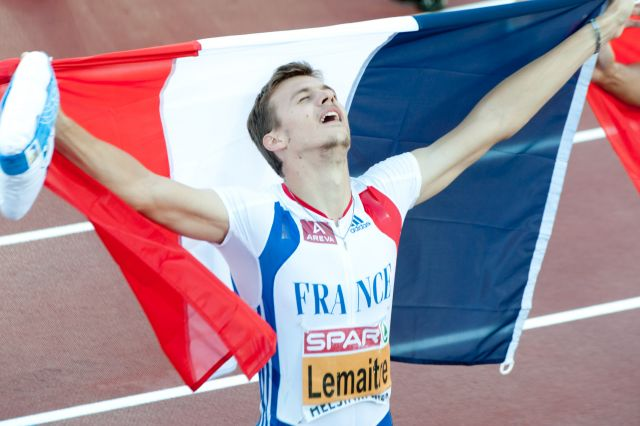
Christophe Lemaitre konnte seinen
100-Meter-Titel verteidigen

28. Juni 2012, 19:45 Uhr
Wind: −0,7 m/s
| Platz | Name                   | Nation         | Zeit (s)                         |
| ----- | ---------------------- | -------------- | -------------------------------- |
| 1     | Christophe Lemaitre    | Frankreich     | 0010,09                          |
| 2     | Jimmy Vicaut           | Frankreich     | 0010,12                          |
| 3     | Jaysuma Saidy Ndure    | Norwegen       | 0010,17                          |
| 4     | Harry Aikines-Aryeetey | Großbritannien | 0010,31                          |
| 5     | Serhij Smelyk          | Ukraine        | 0010,34                          |
| DNF   | Ronalds Arājs          | Lettland       |                                  |
| DNF   | Rytis Sakalauskas      | Litauen        | IWR 162, TR16.5.3 – Startabbruch |
| DSQ   | Simone Collio          | Italien        | IWR 162, TR16.6 – Fehlstart      |

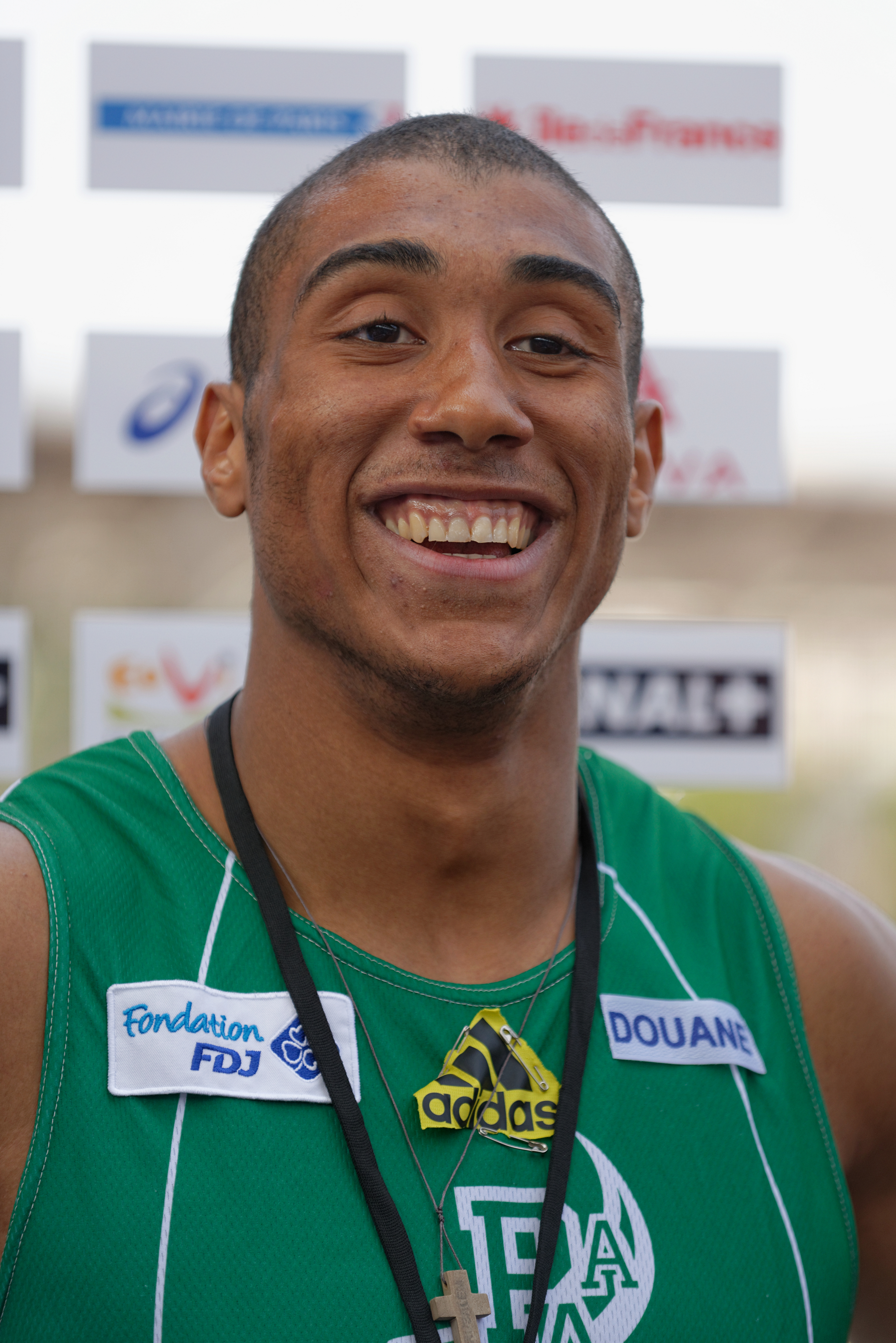
Vizeeuropameister Jimmy Vicaut
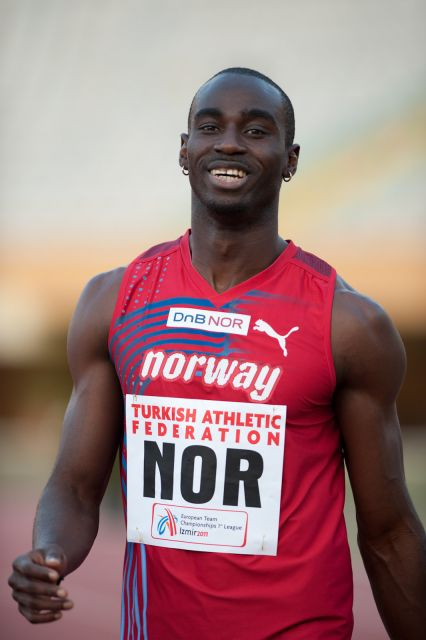
Bronzemedaillengewinner Jaysuma Saidy Ndure

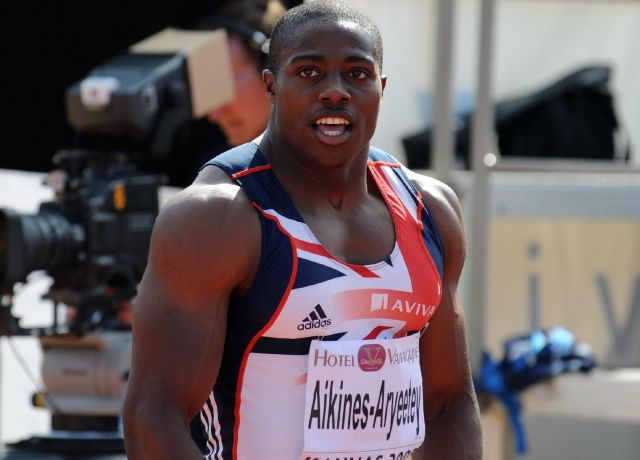
Harry Aikines-Aryeetey belegte Rang vier
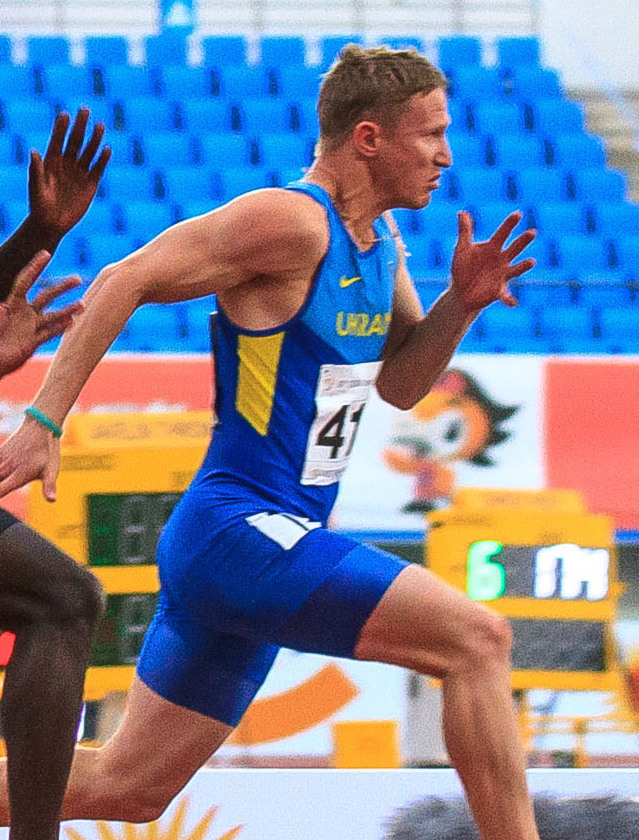
Platz fünf für Serhij Smelyk
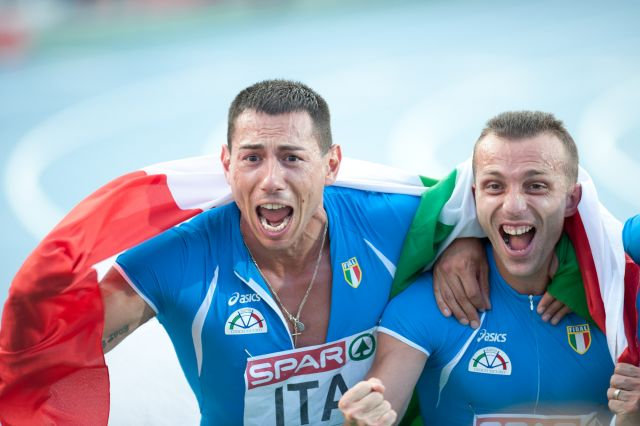
Simone Collio (links) – disqualifiziert nach Fehlstart

## Videolink
- 100m Final Helsinki 2012 European Athletics Championships, youtube.com (englisch), abgerufen am 23. Februar 2023